# Comuna Mîhailiucika, Șepetivka
Mîhailiucika (în ucraineană Михайлючка) este o comună în raionul Șepetivka, regiunea Hmelnîțkîi, Ucraina, formată din satele Hmelivka, Konotop, Maidan-Labun, Mîhailiucika (reședința), Sudîmont și Țmivka.

## Demografie
Componența lingvistică a comunei Mîhailiucika
     Ucraineană (98,42%)
     Rusă (1,13%)
     Alte limbi (0,25%)
Conform recensământului din 2001, majoritatea populației comunei Mîhailiucika era vorbitoare de ucraineană (98,42%), existând în minoritate și vorbitori de rusă (1,13%).